# Balsa de Ves
Balsa de Ves é um município da Espanha na província de Albacete, comunidade autónoma de Castilla-La Mancha, de área  km² com população de  habitantes (2004) e densidade populacional de 3,06 hab./km².

## Demografia
| Variação demográfica do município entre 1991 e 2011 | Variação demográfica do município entre 1991 e 2011 | Variação demográfica do município entre 1991 e 2011 | Variação demográfica do município entre 1991 e 2011 | Variação demográfica do município entre 1991 e 2011 |
| --------------------------------------------------- | --------------------------------------------------- | --------------------------------------------------- | --------------------------------------------------- | --------------------------------------------------- |
| 1991                                                | 1996                                                | 2001                                                | 2004                                                | 2011                                                |
| 273                                                 | 270                                                 | 204                                                 | 234                                                 | 213                                                 |